# Калантаїв (Чигиринський район)
Калантаїв (також раніше і Калантаїв-Польський) — колишнє село Чигиринського району Черкаської області. В 1959 році територія села затоплена водами Кременчуцького водосховища. Мешканці переселені до зановоствореного села Рацеве.
Село знаходилось за 4 км на південь від Рацевого і відділялось річкою Тясмин від містечка Калантаїв та було оточене з усіх сторін болотами.
В 18 столітті тут була церква в ім'я Покрова Пресвітої Богородиці, побудована в 1736 році, але через два роки пограбована і розорена татарами. В 1741 році в Калантаєві було 50 дворів і до 400 чоловік населення. Колись це було багатолюдне торгове містечко. Його частина, ближча до бору називалась Черняхівкою.
У ХІХ ст. Калантаїв був у складі Рацівської волості Чигиринського повіту Київської губернії.

## Археологія
У 1956 році археологічна експедиція Олекси Тереножкіна розкопала в околицях Калантаєва городище чорноліської культури.